# Flugea

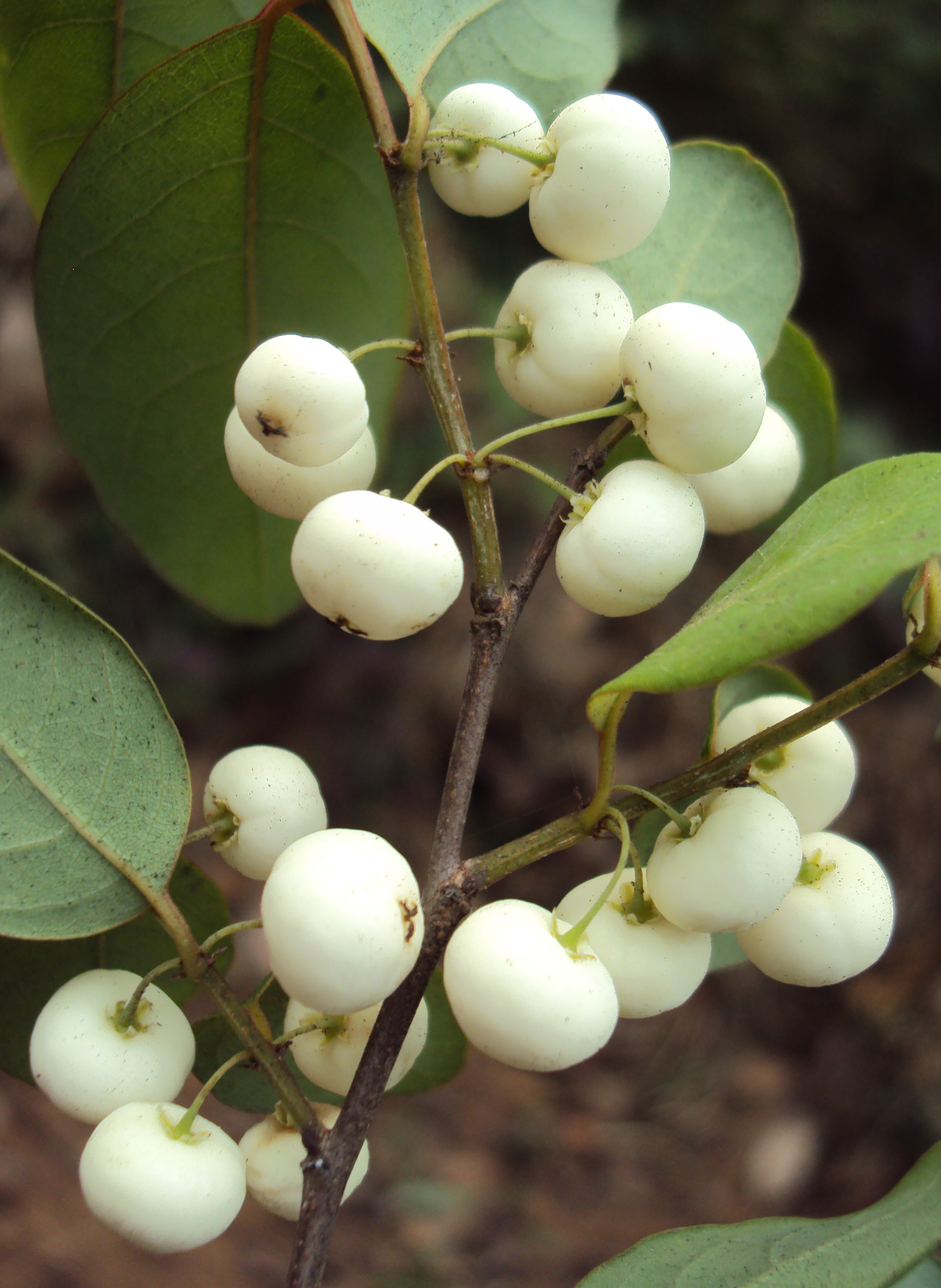
Flueggea leucopyrus se zralými bobulemi

Flugea (Flueggea) je rod rostlin z čeledi smuteňovité. Jsou to převážně opadavé a dvoudomé keře a stromy s jednoduchými, celokrajnými, střídavými listy a nenápadnými květy. Plodem je bobule nebo schizokarp rozpadající se na 3 plůdky. Rod zahrnuje 16 druhů a je rozšířen porůznu zejména v tropech a subtropech téměř celého světa. Asijská Flugea křovitá je jediný zástupce pocházející z mírného pásu a je občas pěstována i v České republice jako sbírková dřevina, nezřídka pod dřívějším názvem tvrdodřev křovitý (Securinega fruticosa). Tropický druh Flueggea virosa má široké uplatnění zejména v tradiční africké medicíně a občas se pěstuje v teplých krajích jako okrasný keř.
Rod byl v minulosti spojován s rodem tvrdodřev (Securinega), který v současném pojetí zahrnuje pouze několik druhů rozšířených výhradně na Madagaskaru a dalších ostrovech západního Indického oceánu.

## Popis
Zástupci rodu flugea jsou převážně opadavé, dvoudomé nebo výjimečně jednodomé keře nebo nízké stromy. Stromovitý druh F. flexuosa dorůstá výšek až 20 metrů. Rostliny jsou zpravidla lysé. Některé druhy mají ostnité větve. Listy jsou jednoduché, střídavé, krátce řapíkaté, s celokrajnou, symetrickou čepelí. Žilnatina je zpeřená, postranní žilky se blízko u okraje obloukovitě spojují. Terciární žilnatina je síťovitá. Květy jsou jednopohlavné, drobné, pravidelné, většinou pětičetné, uspořádané nejčastěji v úžlabních či ramiflorních svazečcích nebo řidčeji v hroznech či latách. Kalich je složen z 5 (4 až 7) kališních lístků, koruna chybí. Samčí květy jsou krátce stopkaté a obsahují nejčastěji 5 tyčinek s volnými nitkami. Samičí květy jsou dlouze stopkaté (stopka se za plodu prodlužuje), semeník obsahuje nejčastěji 3 (řidčeji 2 nebo 4) komůrky v nichž je po 2 vajíčkách. Blizny jsou jednotlivé, přisedlé nebo spočívající na krátkých čnělkách. Plody buď připomínají tobolku a rozpadají se na 3 samostatné plůdky nebo jsou nepukavé a bobulovité. Střední sloupek je většinou vytrvalý.

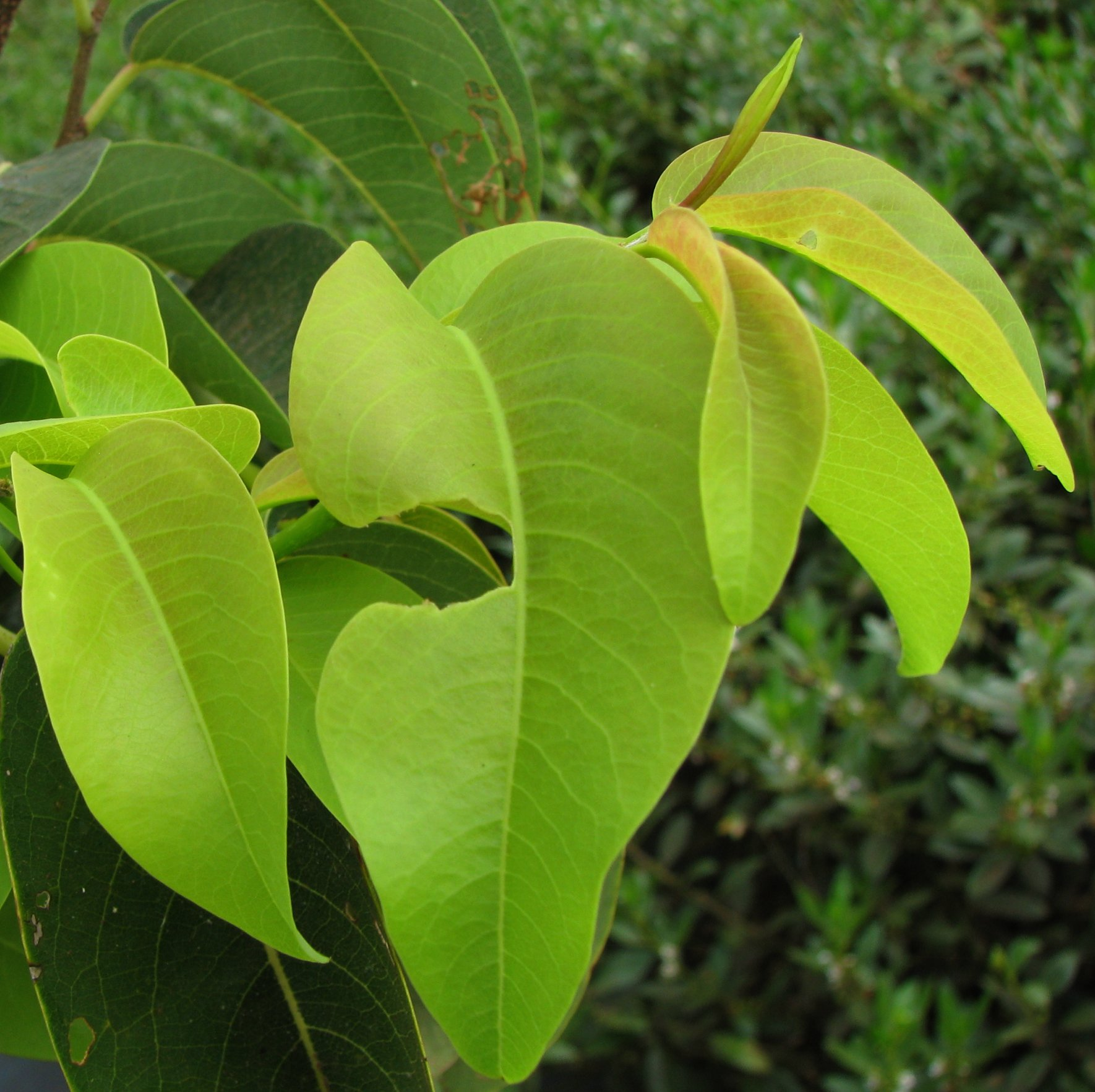
Větévka Flueggea neowawraea
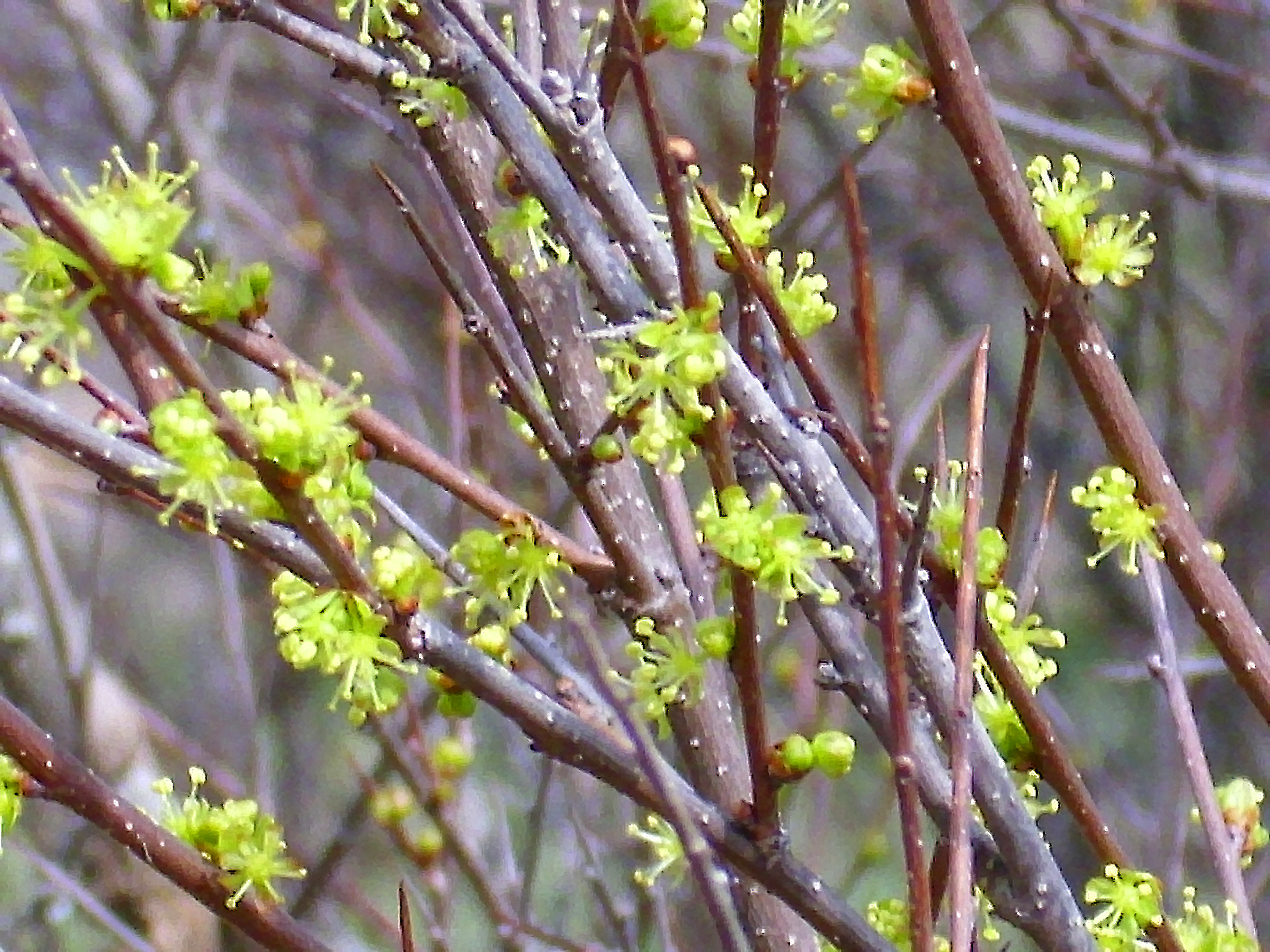
Kvetoucí F. tinctoria
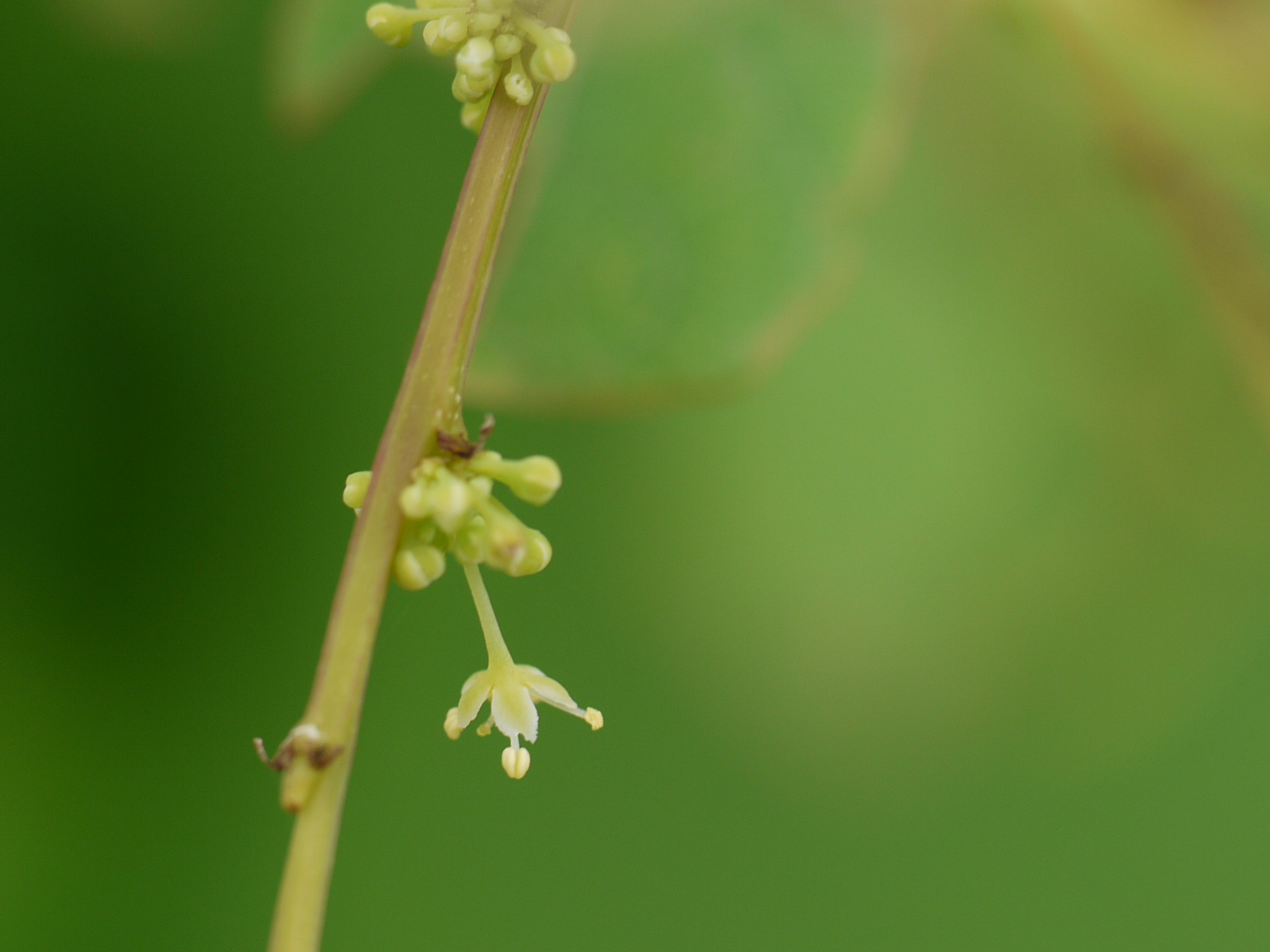
Samčí květ F. leucopyrus
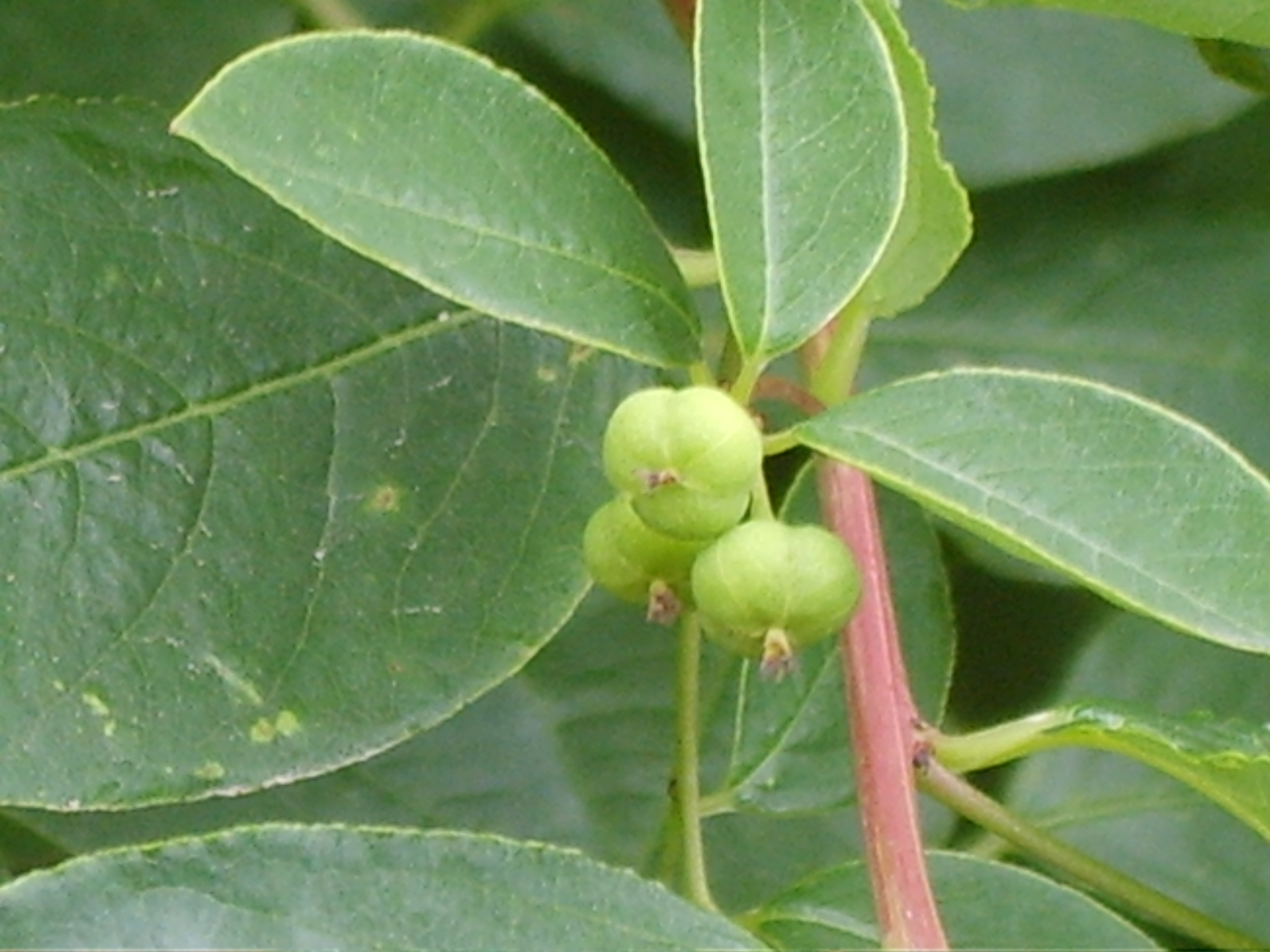
Nedozrálé plody flugey křovité

## Rozšíření

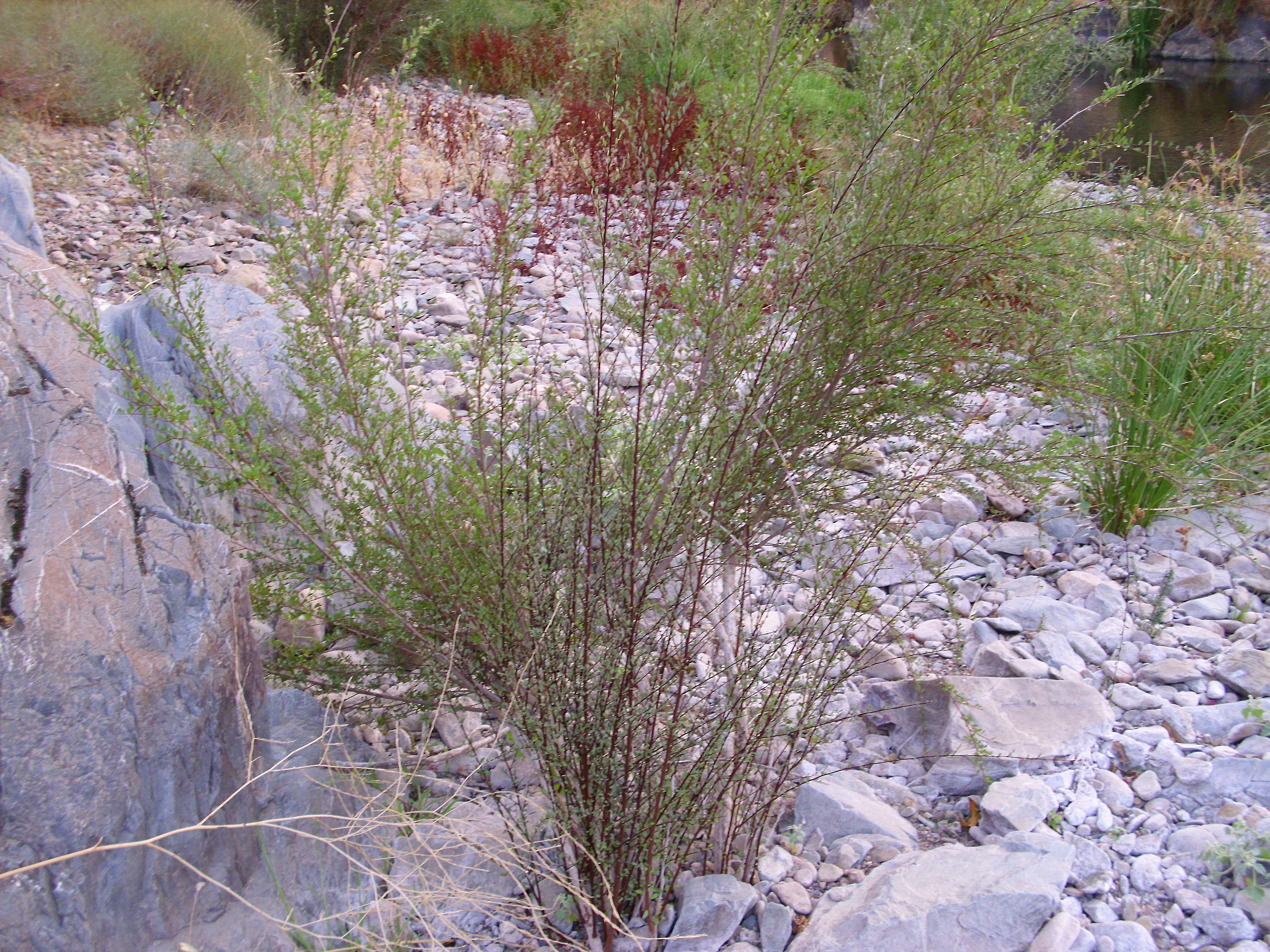
Flueggea tinctoria, endemit Pyrenejského poloostrova

Rod flugea zahrnuje 16 druhů. Je zastoupen s nerovnoměrnou četností na všech kontinentech s výjimkou Severní Ameriky. Centrum rozšíření je v tropech a subtropech Starého světa, zejména v Asii. Jediným druhem rostoucím v chladnějších oblastech mírného pásu je flugea křovitá, která se vyskytuje mj. v severní Číně, východní Sibiři a Ruském Dálném východě.
Největší areál ze všech druhů má Flueggea virosa, rozšířená od sušších oblastí západní Afriky přes Arábii, Indii, Čínu a jihovýchodní Asii až po severní Austrálii. V Evropě se vyskytuje jediný druh, F. tinctoria, která je endemitem Pyrenejského poloostrova. V Severní Americe není žádný druh původní, na Floridě roste zplaněle F. virosa.
Flugey rostou na pestré škále stanovišť, zejména v tropických nížinných i horských lesích, savanách, v opadavých lesích a keřové vegetaci různých typů až do nadmořských výšek okolo 3000 metrů.

### Přehled druhů a jejich rozšíření
- Flueggea acicularis - Čína (záp. Chu-pej, vých. S’-čchuan)
- Flueggea acidoton - Karibik
- Flueggea anatolica - Turecko (druh popsán v roce 1993)
- Flueggea elliptica - jižní Ekvádor
- Flueggea flexuosa - jv. Asie (Filipíny, Moluky), Papuasie, Tichomoří
- Flueggea gracilis - Indočína, jv. Asie (druh popsán v roce 2006)
- Flueggea jullienii - Indočína
- Flueggea leucopyrus - jižní Indie a Srí Lanka, podle některých údajů i severovýchodní Afrika, Arábie, Pákistán, Čína nebo Společenské ostrovy v Tichomoří (údaje z různých zdrojů se silně liší pro nejasné odlišení od F. virosa)[4][6][7]
- Flueggea monticola - Čína (Jün-nan, záp. S’-čchuan)
- Flueggea neowawraea - Havaj (druh popsán v roce 1987)
- Flueggea schuechiana - sv. Brazílie (stát Pernambuco)
- Flueggea spirei - Laos
- Flueggea suffruticosa - Ruský Dálný východ, Čína, Tchaj-wan, východní Sibiř, Japonsko, Mongolsko
- Flueggea tinctoria - Španělsko a Portugalsko (povodí řek Guadalquivir, Guadiana, Tajo a Douro)[8]
- Flueggea verrucosa - jižní Afrika (vých. Kapsko, Natal)
- Flueggea virosa - subsaharská Afrika, Egypt (povodí Nilu), Madagaskar, jižní Arábie, tropická Asie, severní Austrálie[4][3]

## Ekologické interakce
Drobné bezkorunné květy flugeí jsou opylovány rozličným hmyzem. V jižní Africe navštěvují květy F. virosa zejména drobné denní můry z čeledi Thyrididae a brouci z čeledí zlatohlávkovití (Cetoniidae) a dlouhoústcovití (Lycidae).
Květy F. leucopyrus opylují v Indii zejména zejména včely. Plody vyhledávají různí savci a ptáci.

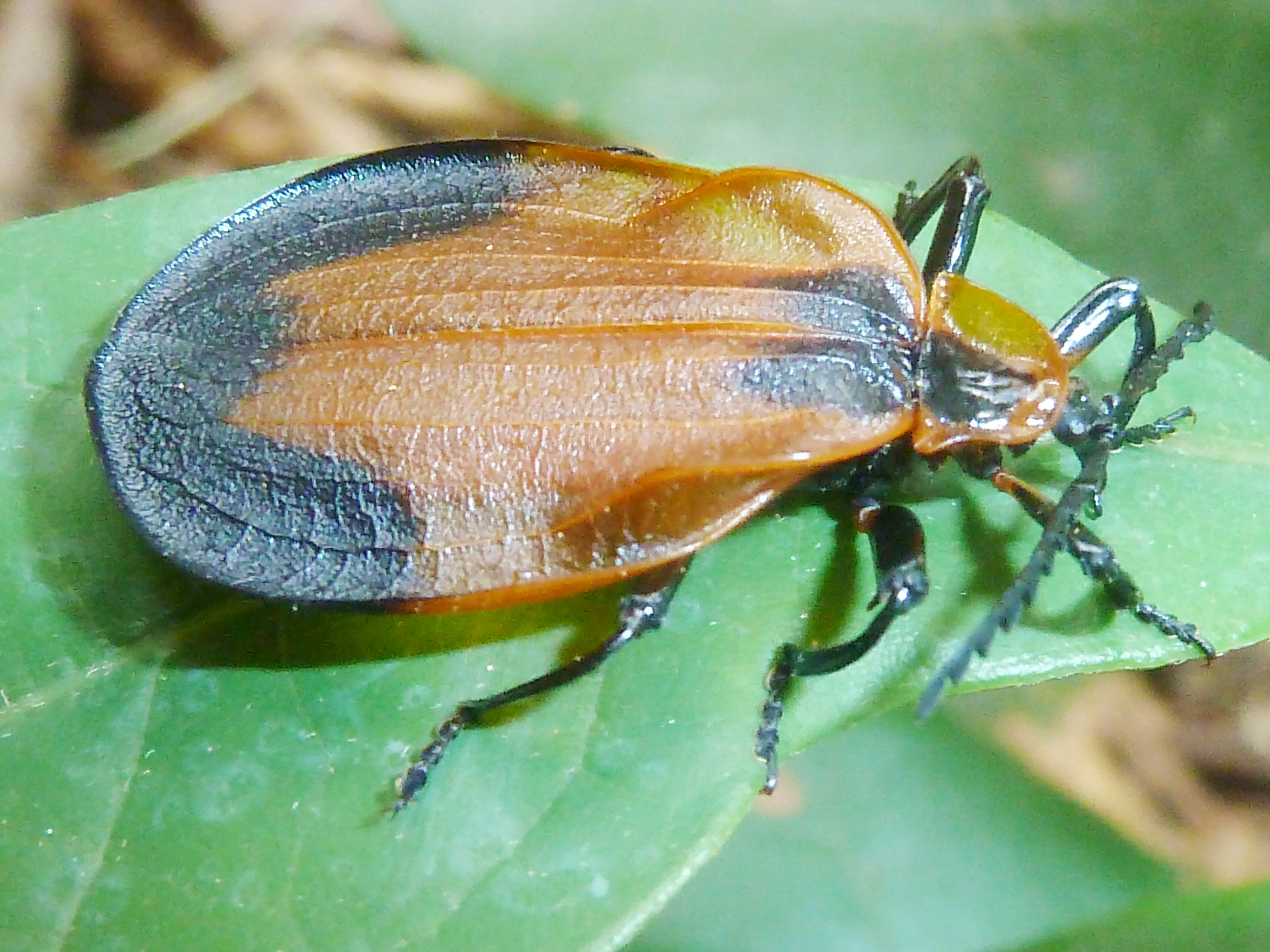
Lycus rostratus, jeden z druhů brouků opylujících F. virosa
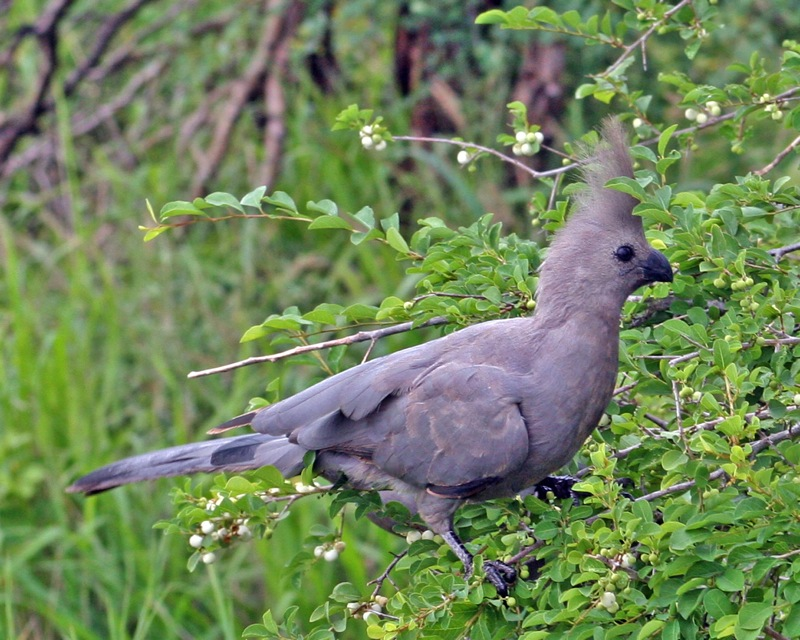
Sparák šedý na F. virosa
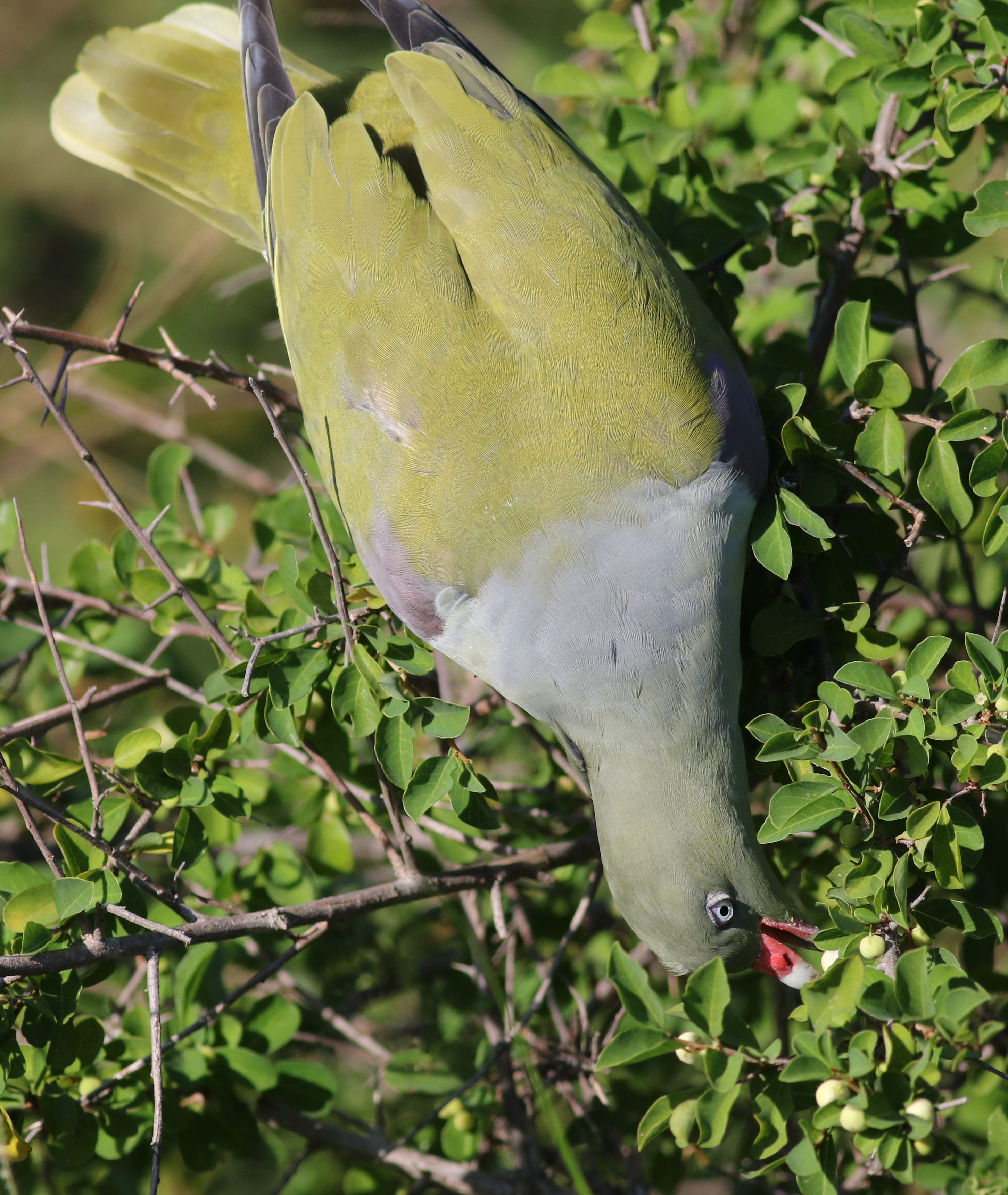
Holub africký sbírající bobule F. virosa
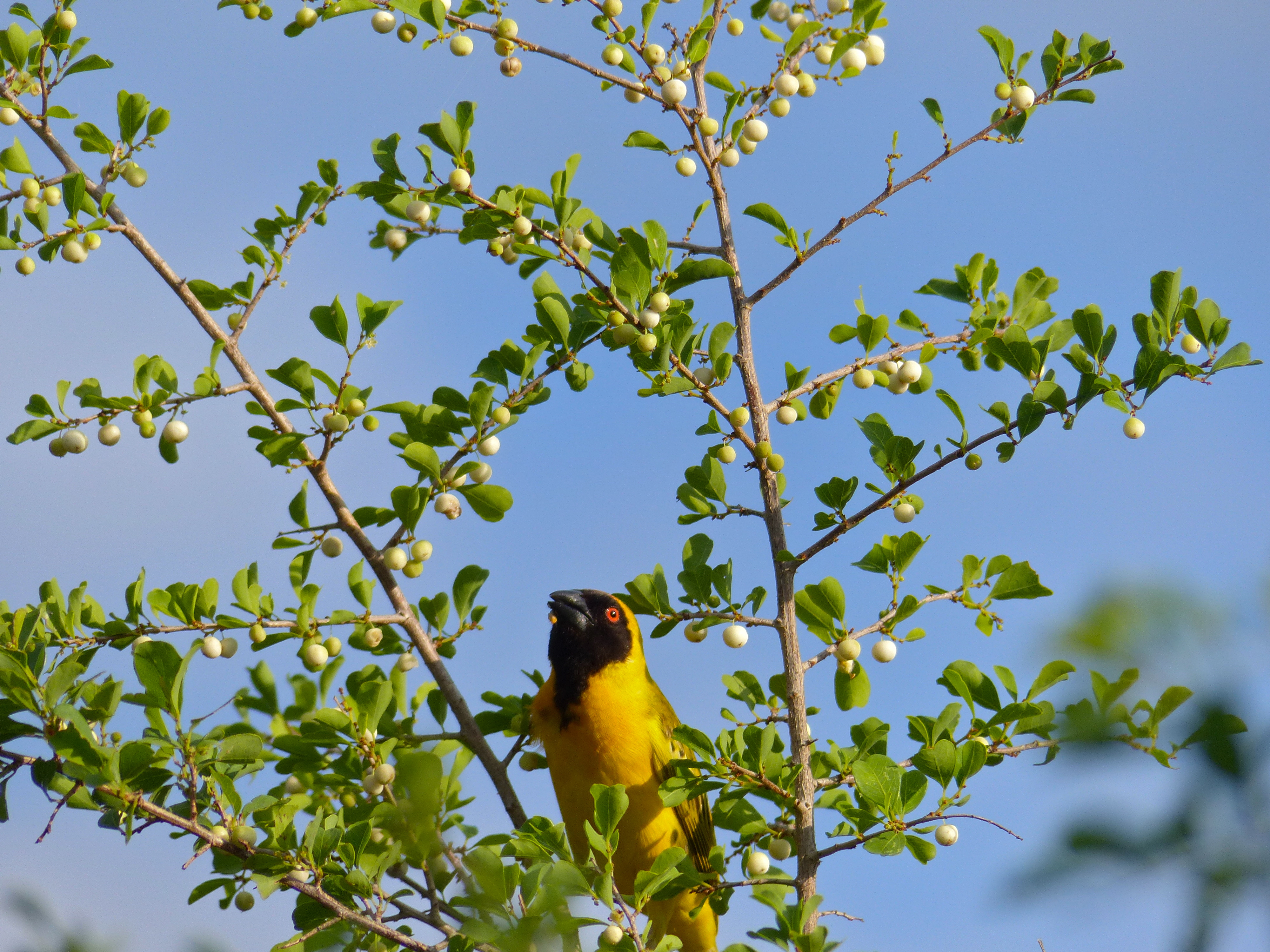
Snovač žlutý na F. virosa

## Taxonomie
Rod Flueggea je v současné taxonomii čeledi Phyllanthaceae řazen do podčeledi Phyllanthoideae a tribu Phyllantheae. V minulosti byla celá tato čeleď součástí široce pojaté čeledi Euphorbiaceae, která se však v takovém pojetí ukázala jako parafyletická a v systému APG II byla rozdělena na několik čeledí.
Rod Flueggea byl popsán v roce 1806, typovým druhem je F. leucopyrus pocházející z Indického subkontinentu. V průběhu historie byl tento rod některými taxonomy slučován s rodem Securinega, což se ukázalo jako mylné pojetí. Podle výsledků molekulárních studií nejsou oba rody navzdory morfologické podobnosti bezprostředně příbuzné a jsou součástí odlišných vývojových linií čeledi Phyllanthaceae. Mezi blízce příbuzné skupiny rodu Flueggea náleží rody Phyllanthus, Savia, Margaritaria a Lingelsheimia, zatímco rod Securinega je blízce příbuzný s Lachnostylis a dalšími rody tribu Bridelieae. Do rodu Flueggea byl na základě molekulárních analýz vřazen monotypický rod Richeriella, zastoupený jediným druhem R. gracilis v tropické Asii.
Rodový název byl v minulosti někdy přepisován různými autory jako Fluggea nebo také Flüggea. Podle pravidel botanické nomenklatury je však platné jméno Flueggea.

## Obsahové látky a jedovatost
Flugey obsahují četné účinné látky, zejména alkaloidy sekurininového typu a isokumariny. Hlavním alkaloidem F. virosa je sekurinin, z dalších byl zjištěn také virosin, viroallosekurinin, virosekurinin, hordenin, flueggenin, sekurinol, norsekurinin a kyselina norsekuronová. Rovněž flugea křovitá obsahuje jako hlavní alkaloid sekurinin, a to v množství asi 0,3 až 0,9 %, a četné další alkaloidy. Nejvyšší obsah sekurininu je v kořeni. Z isokumarinů je obsažen bergenin, u některých druhů i norbergenin. Sekurinin má stimulující účinek na centrální nervovou soustavu podobně jako strychnin, je však méně toxický. Je použitelný např. při léčbě paralýzy.
Otrava flugeou křovitou se projevuje zejména třesem končetin a svalovými křečemi.

## Zajímavosti
Druh Flueggea tinctoria, endemický na Pyrenejském poloostrově, popsal původně Carl Linné v roce 1758 jako druh řešetláku, Rhamnus tinctoria. V roce 1789 jej popsal Jean Louis Marie Poiret rovněž jako řešetlák pod názvem Rhamnus buxifolia. Až v roce 1810 byl přeřazen do čeledi pryšcovité.
Druh Flueggea anatolica je endemit Turecka. Byl popsán jako samostatný druh až v roce 1993 a je považován za místní třetihorní relikt. Příbuzným druhem je Flueggea virosa, která se nejblíže vyskytuje v údolí Nilu v Egyptě.

## Zástupci
- flugea křovitá (Flueggea suffruticosa), syn. tvrdodřev křovitý (Securinega suffruticosa)

## Význam
Plody některých druhů jsou jedlé. Bobule F. virosa vyhledávají v Africe zejména domorodé děti. Bobule F. leucopyrus mají poněkud nahořklou chuť a konzumují je v Indii zejména chudí obyvatelé podobně jako plody F. microcarpa ve východní Africe.Dřevo stromovitého druhu F. flexuosa je tvrdé, těžké a odolné vůči působení mořské vody. Slouží v Tichomoří zejména ke stavbě domů a různých konstrukcí a mostů.
F. virosa je v tropech a subtropech občas pěstována jako okrasný keř s pohledným olistěním a nápadnými bílými bobulemi, poněkud připomínajícími bobule pámelníku bílého. V České republice je občas jako sbírková dřevina pěstována flugea křovitá. Je možno ji vidět např. v Průhonickém parku, kde je vysazena nad potokem pod Alpínem, uváděna je také ze sbírek Dendrologické zahrady v Průhonicích a Pražské botanické zahrady v Tróji.
Druh F. virosa má zejména v Africe široké uplatnění v tradičním lékařství při léčení celé řady chorob. Nejpoužívanější částí je kořen. Je využíván i v indické a čínské medicíně. U extraktů byly mj. prokázány antimikrobiální a antimykotické účinky a účinek proti původci malárie. Listy a květy flugey křovité jsou používány při léčení paralýzy a neurastenie. Šťáva F. leucopyrus je v Indii používána zevně spolu se suchými listy tabáku proti parazitům.